# Coelogyne papillosa
Coelogyne papillosa är en orkidéart som beskrevs av Henry Nicholas Ridley och Otto Stapf.
Coelogyne papillosa ingår i släktet Coelogyne och familjen orkidéer. Inga underarter finns listade i Catalogue of Life.